# Юдита з головою Олоферна (Кранах)
«Юдита з головою Олоферна» — картина німецького художника Лукаса Кранаха Старшого, створена приблизно у 1527–1537 роках. Ця картина, написана олією, є ілюстрацією епізоду з Книги Юдити у Старому Завіті. На картині на чорному фоні зображена Юдіф, яка вертикально тримає в правій руці закривавлений меч, що ним вона щойно вбила Олоферна, чия обезголовлена голова займає нижній лівий кут композиції. З 1960 року робота зберігається в Художньому музеї Понсе в Понсе, на території США Пуерто-Ріко. Це одна з багатьох версій, створених на цю біблійну тему художником, його майстернею чи його оточенням.

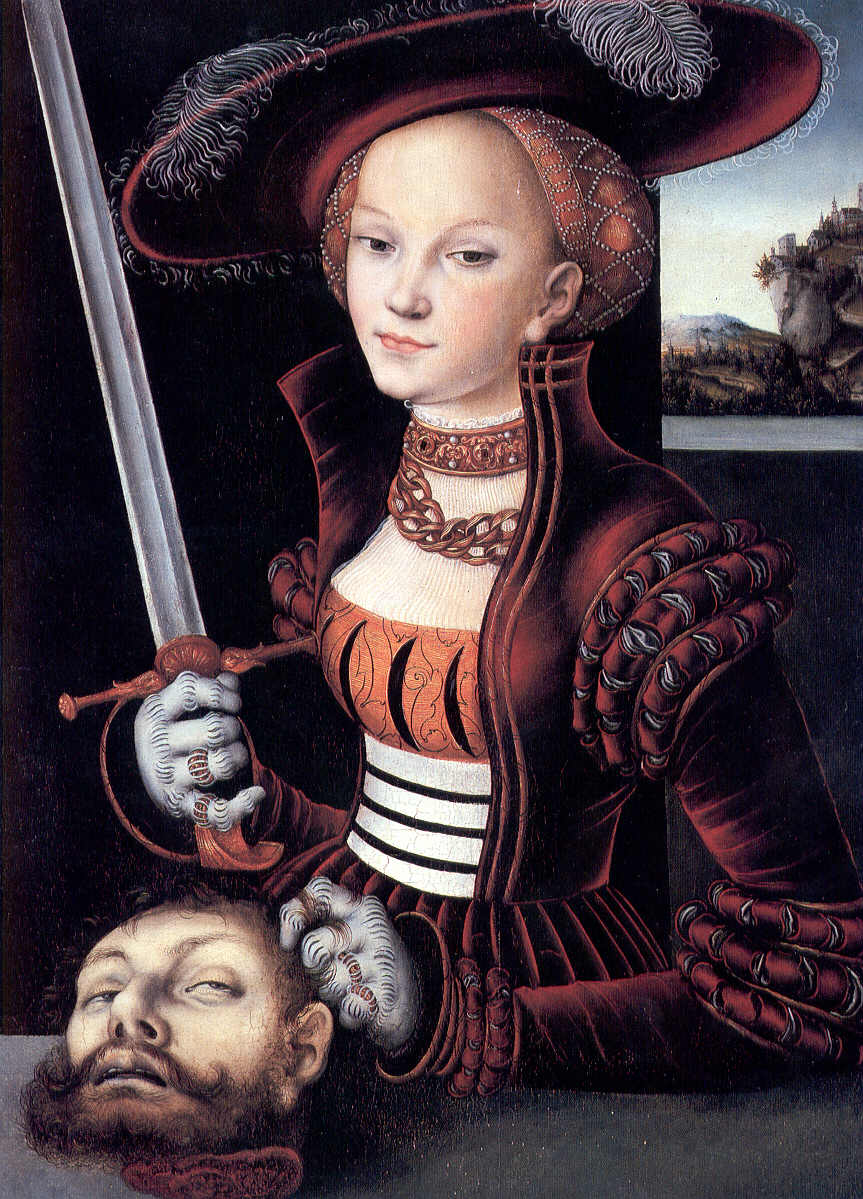
Мисливський палац Ґруневальд,Берлін.
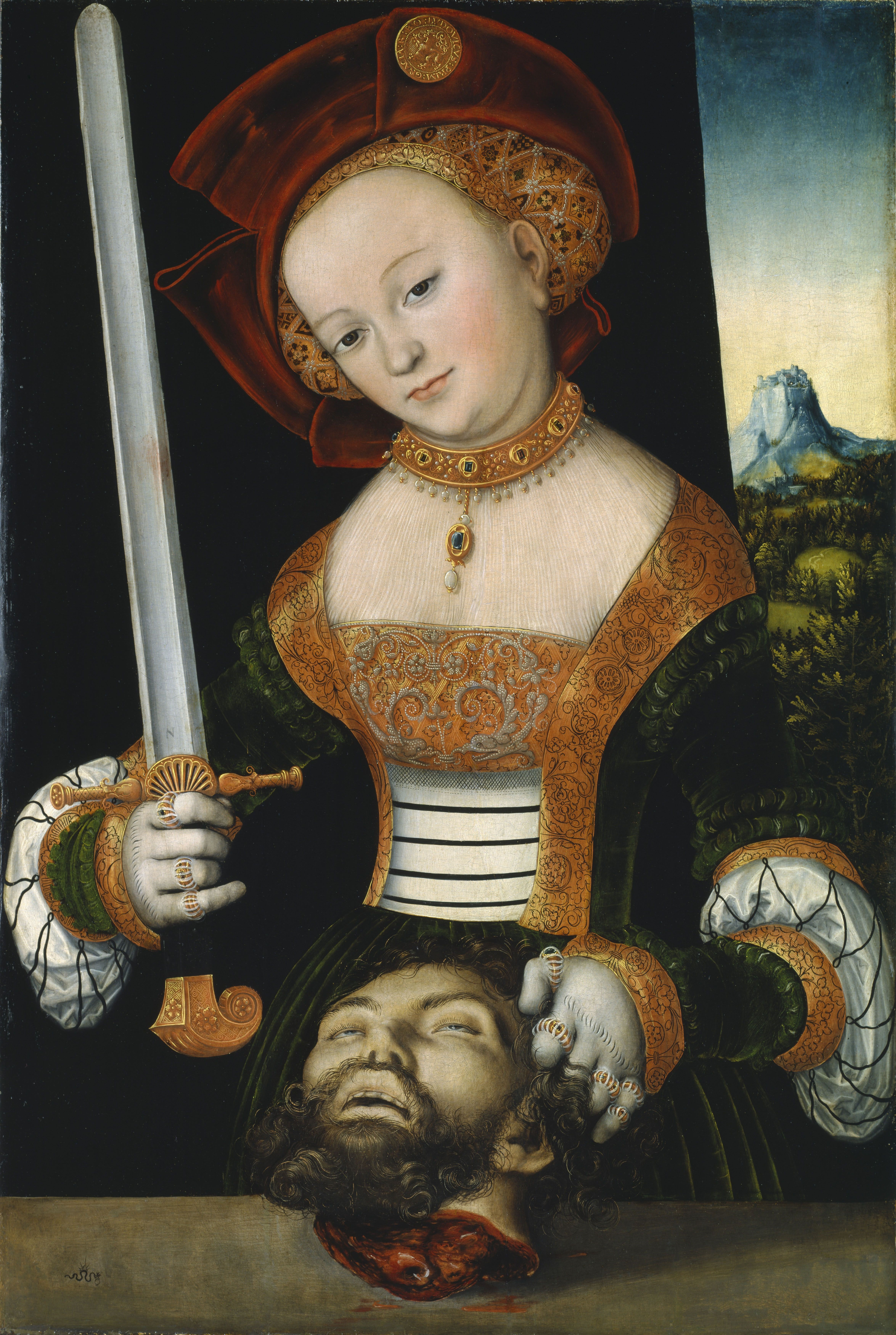
Галерея старих майстрів,Кассель.
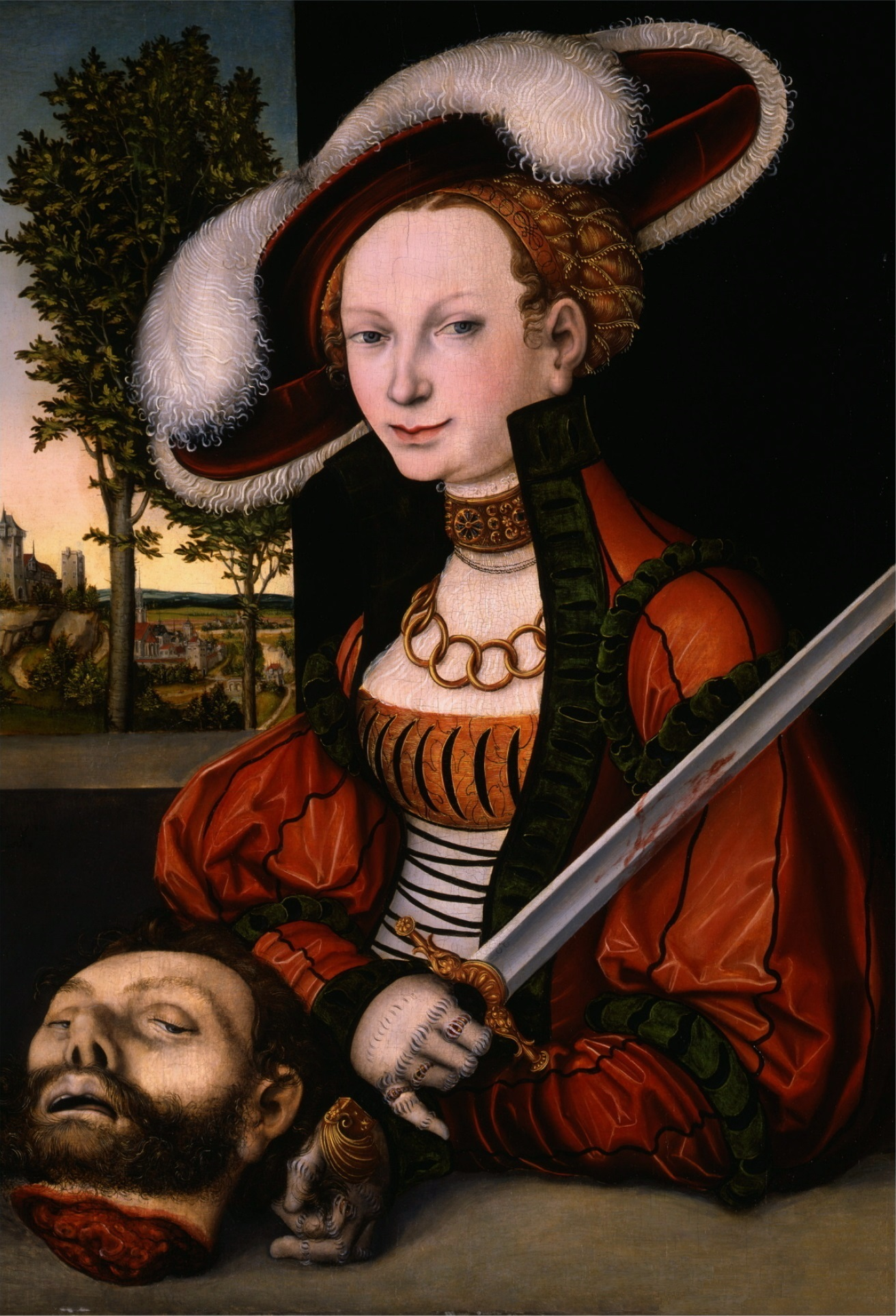
Колекція Баррелла,Глазго.
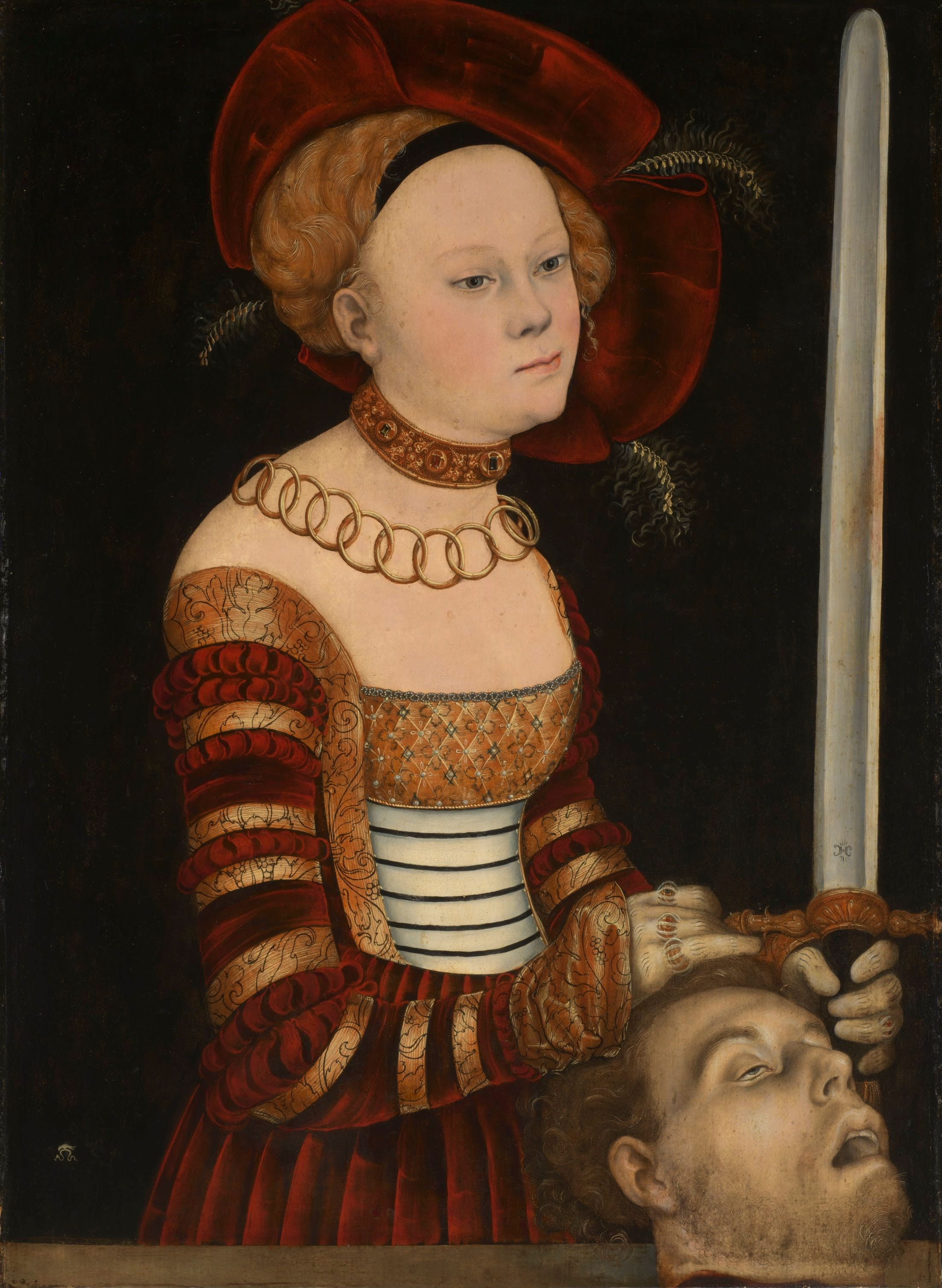
Витончено-мистецькі музеї Сан-Франциско,Сан-Франциско.
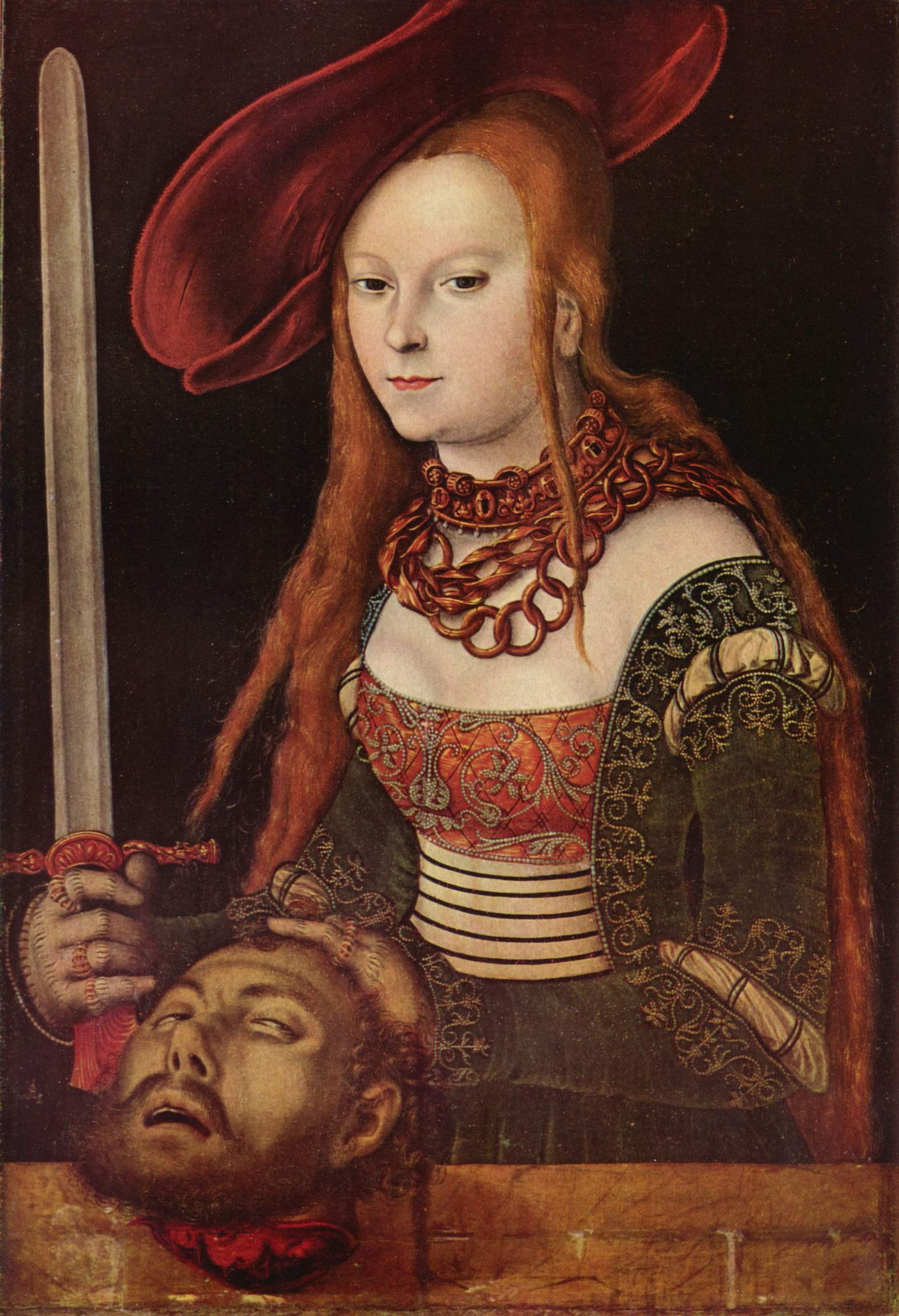
Державна галерея мистецтв (Штутгарт).
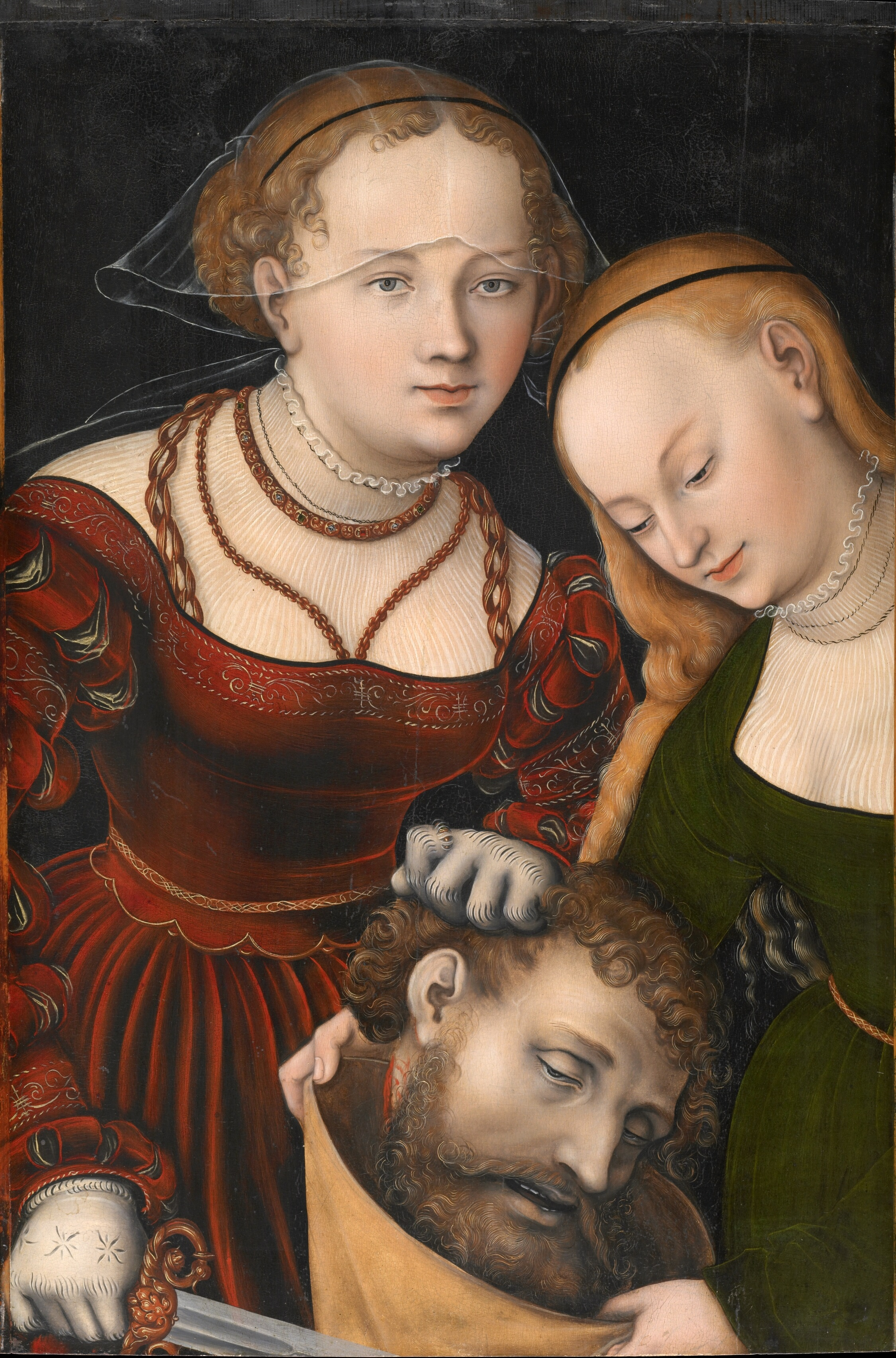
Віденський музей історії мистецтв,Відень.